# نزدیک‌بینی الکلی
نزدیک‌بینی الکی یک نظریه شناختی-فیزیولوژیکی در سوء استفاده از الکل است که در آن بسیاری از عوارض اجتماعی و کاهش دهنده اضطراب الکل که ممکن است زمینه‌ساز اعتیاد آوری آن باشند با کاهش قدرت عملکرد ادراکی و شناختی به سبب مصرف الکل توضیح داده می‌شوند.
1. ↑  Kolb, Bryan; Whishaw, Ian Q. (2014). An Introduction to Brain and Behavior (4th ed.). New York, NY: Worth Publishers. p. 183. ISBN 1-4292-4228-0.